# Nový Oldřichov
Pour les articles homonymes, voir Oldřichov.
Nový Oldřichov (en allemand : Ullrichsthal ) est une commune du district de Česká Lípa, dans la région de Liberec, en République tchèque. Sa population s'élevait à 783 habitants en 2021.

## Géographie
Nový Oldřichov se trouve à 12 km au nord-ouest de Česká Lípa, à 44 km à l'ouest de Liberec et à 77 km au nord de Prague.
La commune est limitée par Kamenický Šenov à l'est, par Slunečná au sud-est, par Volfartice au sud et par Česká Kamenice à l'ouest et au nord.

## Histoire
La première mention écrite de la localité date de 1412.

## Administration
La commune se compose de deux quartiers :
- Mistrovice
- Nový Oldřichov

## Patrimoine

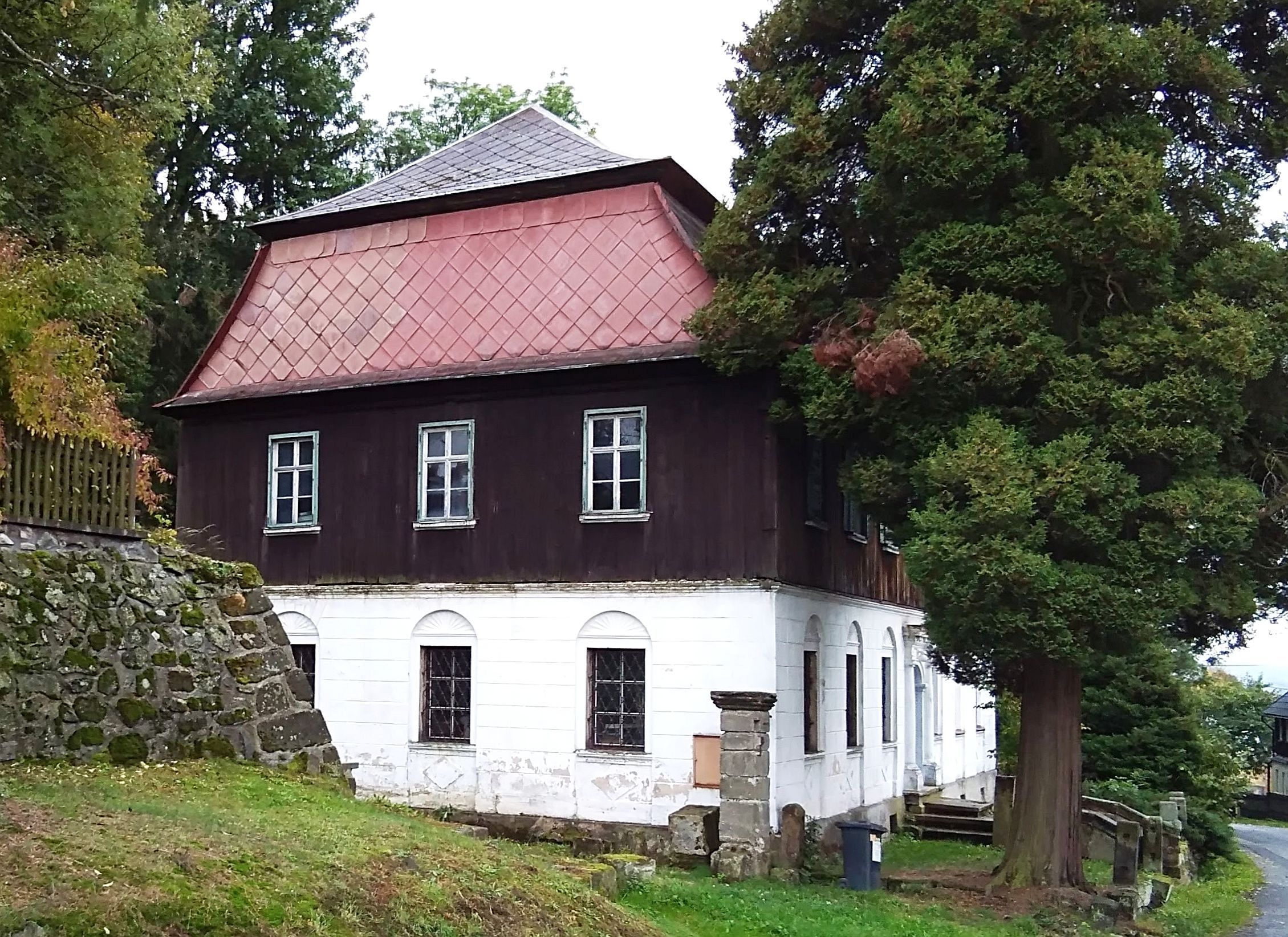
Maison classée monument culturel.
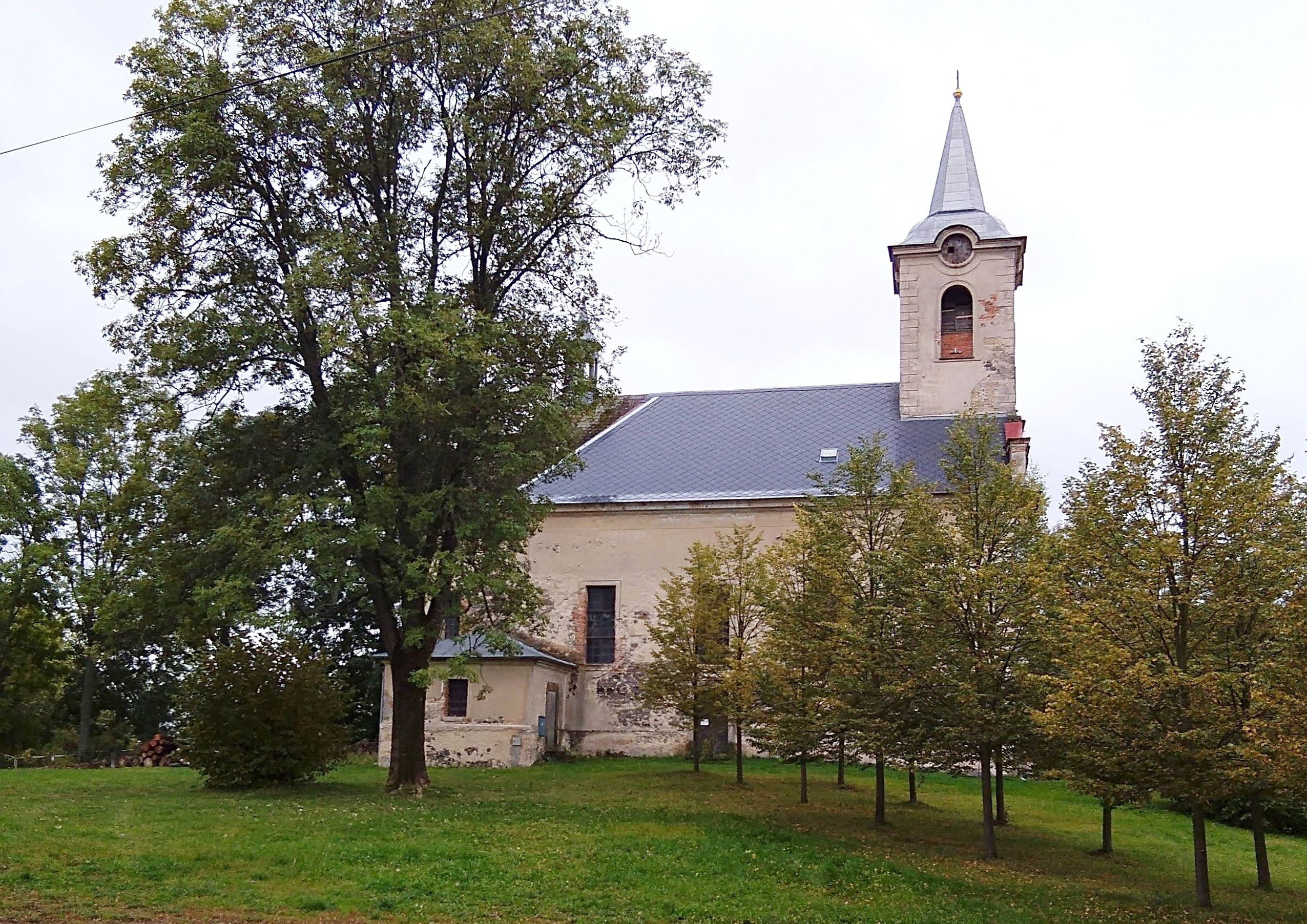
Église de l'Exaltation de la Sainte-Croix.

## Transports
Par la route, Nový Oldřichov se trouve à 3 km de Kamenický Šenov, à 13 km de Česká Lípa, à 51 km de Liberec et à 105 km de Prague.